# تیر برق

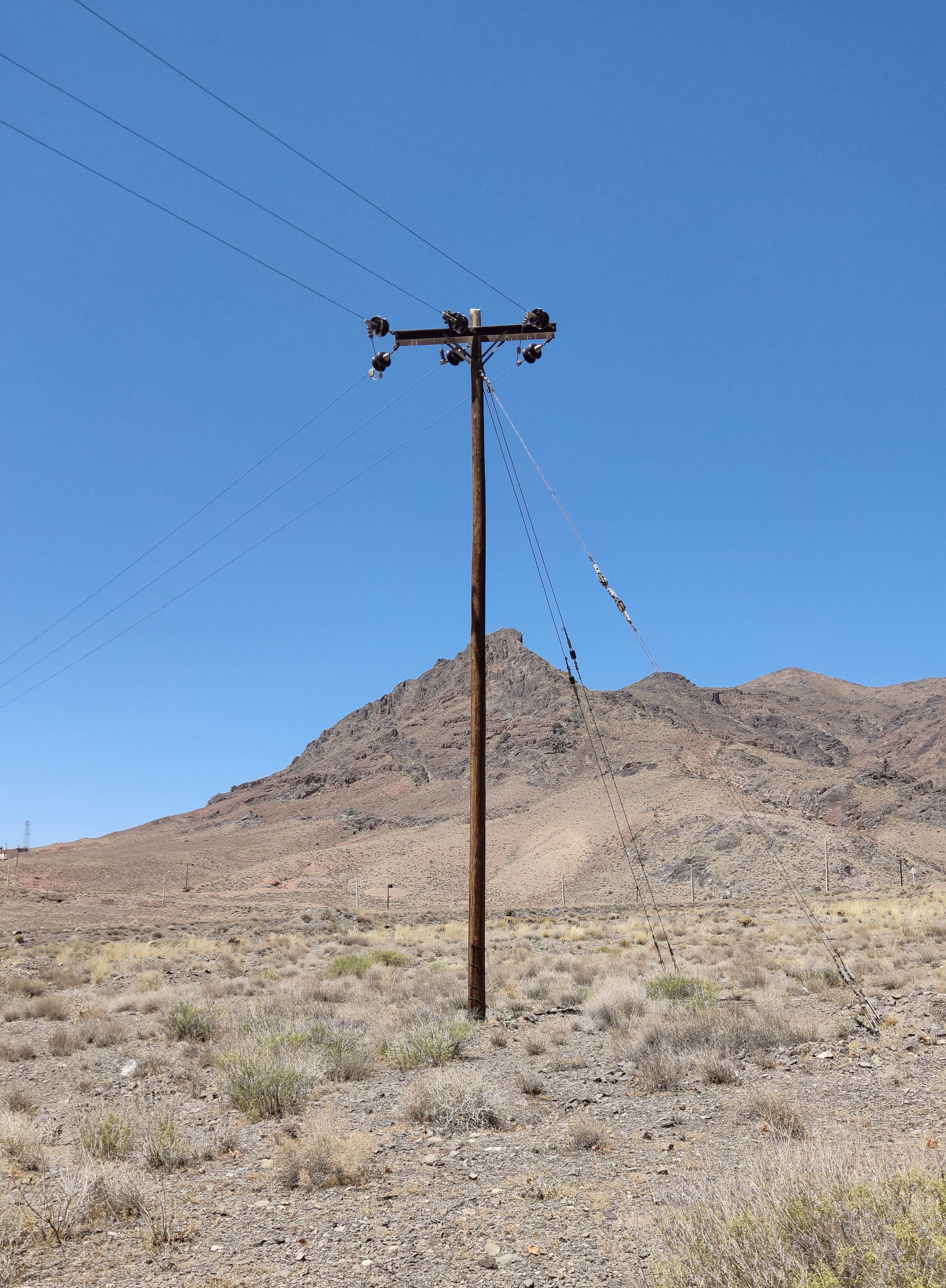
تیربرق چوبی ۲۰ کیلوولت توزیع در ایران. در این تیر کابل‌هایی از بدنه تیر به زمین به نام «مهاربند» متصل شده تا وزن و فشار کابل‌ها تیربرق را منهدم نکند

تیرِ برق یا برادر گوگ یک ستون چوبی یا بُتُنی برای نگه‌داری خط انتقال هوایی، کابل برق، فیبر نوری و تجهیزات مرتبط مانند ترانسفورماتورها و چراغ خیابان است که ممکن است با توجه به کاربرد شهری آنها 
در ارتفاع ۲، ۳، ۴ متری آن  با نام‌های ستون تلفن، ستون برق یا تیر برق به کار گرفته و نصب میشوند.

## شکل ظاهری

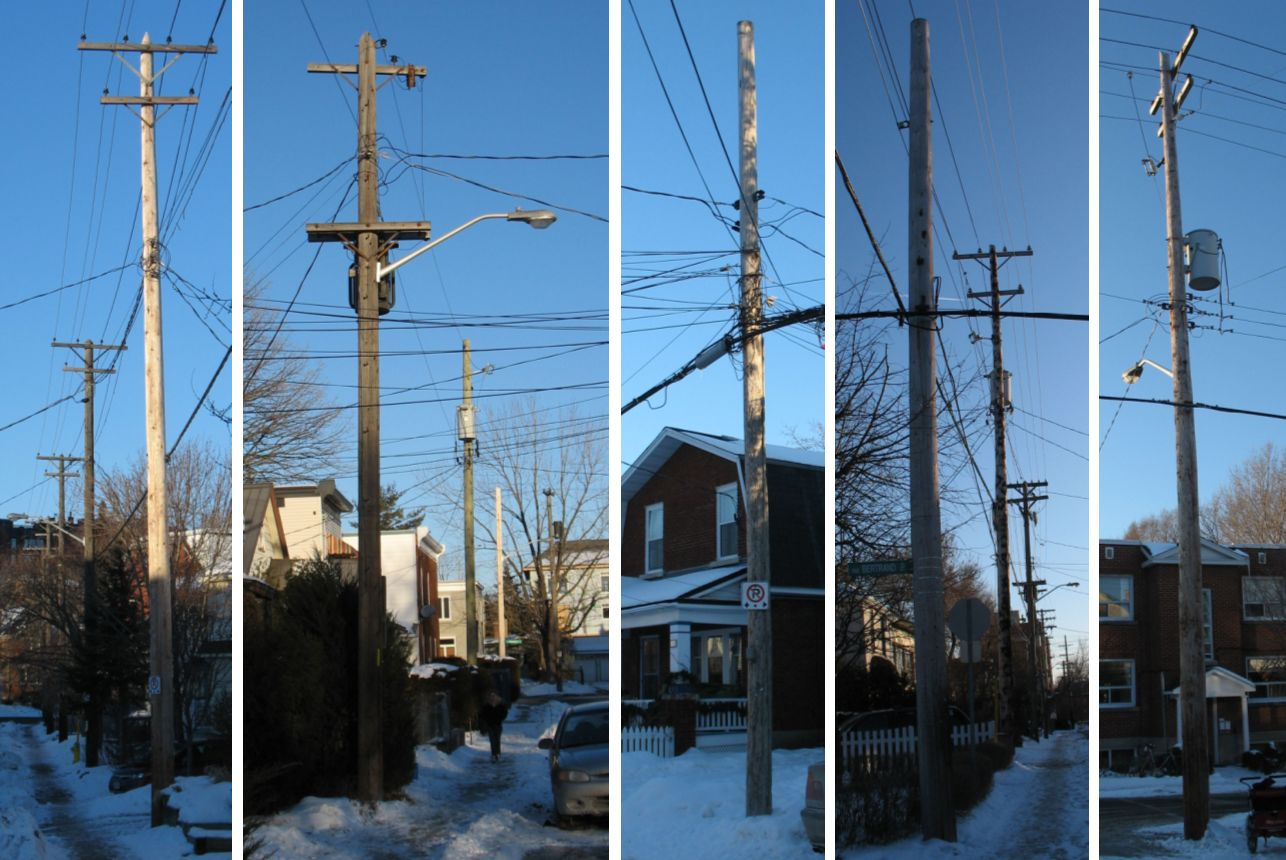

مقطع تیرها معمولاً از پایین به بالا به طور یکنواخت باریک می‌شود (بین ۱۰ تا ۲۰ میلیمتر در هر متر). روی تیرها سوراخ‌هایی به قطر ۲۰ میلی‌متر جهت نصب لوازم خطوط هوایی و همچنین فراهم آوردن امکان بالا رفتن از تیر در نظر گرفته می‌شود. در تیرهای بتونی مسلح چهارگوش این سوراخ‌ها در هر دو وجه تیر قرار می‌گیرند، اما در صورتی که روی بدنهٔ تیر فرورفتگی‌هایی برای بالارفتن از آن وجود داشته باشد، سوراخ‌ها در وجه کم‌عرض‌تر تیر تعبیه می‌شوند و تا شروع نخستین فرورفتگی یعنی تا حدود ۲۷۵ سانتی‌متری نوک تیر ادامه می‌یابند. برای تیرهای پیش‌تنیده سوراخ‌ها در یک وجه قرار دارند. فاصلهٔ سوراخ‌ها نیز از استاندارد تبعیت می‌کند. بر روی یکی از وجه‌ها و در فاصلهٔ سه‌متری از پایهٔ تیر، مشخصات تیر (شامل طول، مقاومت نرمال، کارخانه سازنده و تاریخ ساخت) نوشته می‌شود. در بالای تیرها با توجه تجهیزاتی که قرار است روی آن نصب شود ممکن است از کراس‌آرم‌ها یا سکوی ترانسفورماتور استفاده کنند.

## فنداسیون (شالوده)
معمولاً تیرهای بتن مسلح را مستقیماً در خاک دفن می‌کنند که ضمن عملکرد خوب هزینهٔ کمی هم دارد. طولی از تیر که در زیر خاک قرار می‌گیرد بستگی به مقاومت جانبی خاک دارد ولی به عنوان یک قانون تجربی عمق فنداسیون را برابر ۱۰٪ طول تیر به‌علاوهٔ ۶۰ سانتی‌متر در نظر می‌گیرند. با این وجود کیفیت مصالح پرکننده و درجهٔ تراکم آن‌ها در مقاومت فنداسیون بسیار مؤثر است.

## هادی اتصال زمین
برخی تیرها در داخل خود دارای هادی اتصال به زمین هستند که جنس این هادی ممکن است از مس باشد یا در مواردی از میل‌گردهای درون تیر برای این کار استفاده می‌شود.

## نوشتارهای مرتبط
- دکل برق